# Andrés Martínez Arrieta
Andrés Martínez Arrieta (Logroño, España, 13 de abril de 1955) es un jurista español que forma parte del Tribunal Supremo desde 1998, año en que se convirtió en el magistrado más joven en incorporarse a dicho órgano.
Estudió la carrera de Derecho en la Universidad Complutense de Madrid e inició su trayectoria en la judicatura en 1979. Su primer destino fue el Juzgado de Primera Instancia e Instrucción en Azpeitia. Al año siguiente, en 1980, fue elegido vocal del Consejo General del Poder Judicial (CGPJ) en representación de los juzgados de primera instancia e instrucción. Ocupó ese cargo hasta 1983, momento en el que fue nombrado magistrado. Ejerció en varios juzgados próximos a Madrid hasta que, en 1986, pasó a ser magistrado en la Audiencia Provincial de Madrid. En 1988 se incorporó al gabinete técnico del Tribunal Supremo como magistrado, y en 1998, con 43 años, se convirtió en el miembro más joven de la Sala Segunda del alto tribunal.
Desde 2017 es uno  magistrados del Tribunal Supremo que conocen y controlan las actividades de los servicios de espionaje españoles ( CNI ) que afectan a derechos fundamentales.
Ha sido profesor asociado del Departamento de Derecho Penal de la Universidad Complutense de Madrid y profesor de derecho penal y procesal penal en la Universidad CEU San Pablo,  Empresa y Centro de Estudios Jurídicos.
Fue fundador de la asociación de jueces Francisco de Vitoria .